# Café del Mar

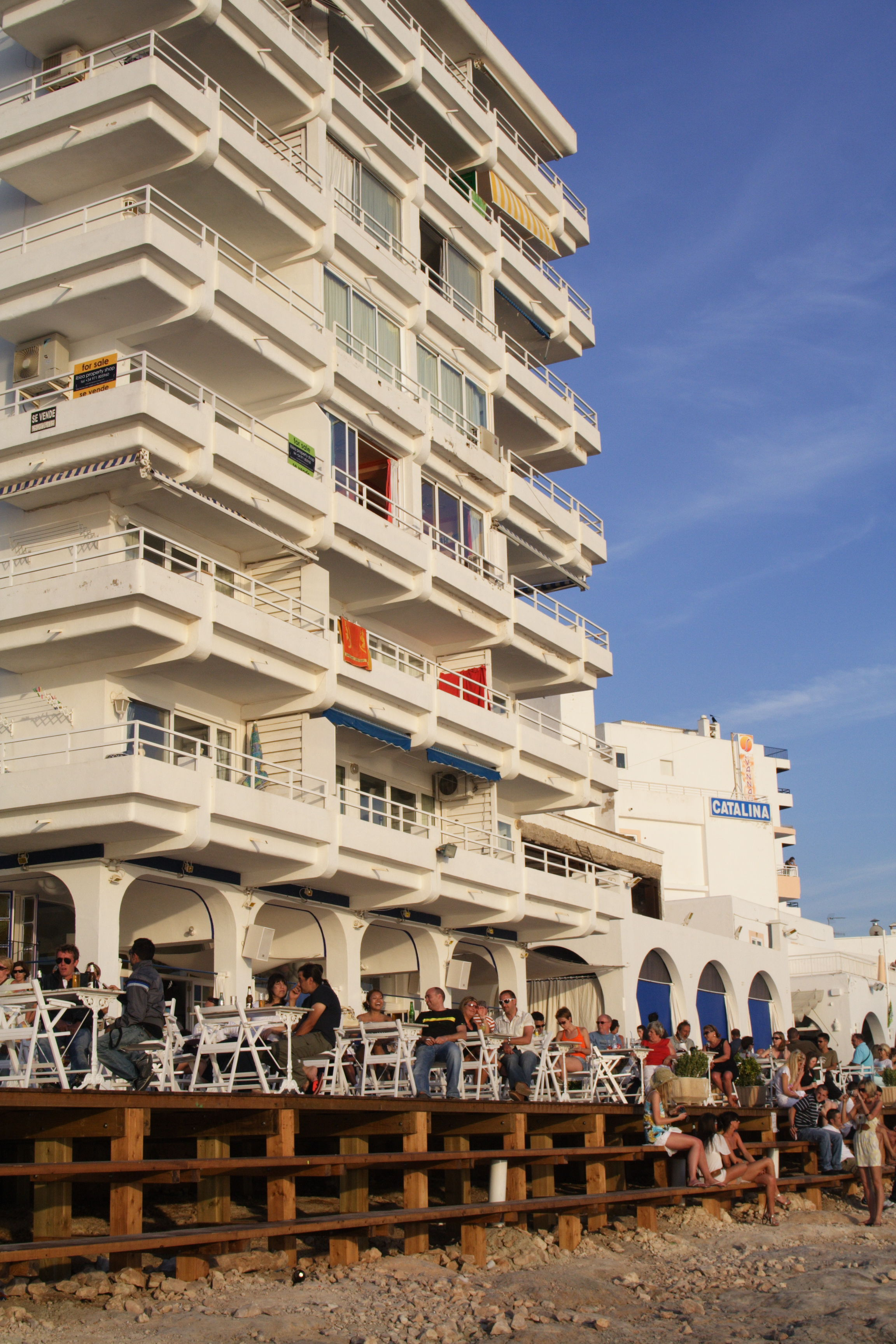
Café del Mar w San Antonio

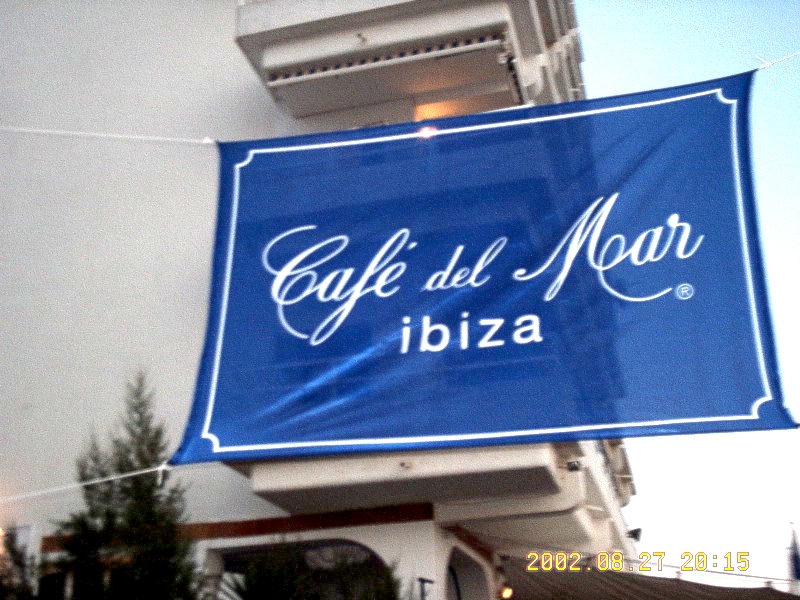
Flaga u wejścia do baru

Café del Mar to bar zlokalizowany w San Antonio na Ibizie. W czasie wakacji jest to popularny cel turystów, znany ze swego widoku na lokalny zachód słońca. Café del Mar to oryginalny "bar zachodzącego słońca" w San Antonio otwarty przez Ramóna Guiral, Carlosa Andrea, i José Lesa w roku 1978. Obecnie Café del Mar to marka barów, obejmujący bar na Ibizie oraz 11 barów w innych miejscach na świecie, w tym na Malcie.

## Muzyka
Albumy Café del Mar  to kompilacje utworów wybierane przez DJ-a pracującego w barze.
Utwory mają przywodzić na myśl uczucie jakie odczuwa się podczas zachodu słońca; opisywane jako rytmiczny chillout i ambient lub Easy Listening. Do roku 2008 powstało 14 ponumerowanych kompilacji plus 2 albumy dla upamiętnienia 20- i 25-lecia. Na całym świecie sprzedano 9 milionów albumów.
Listę utworów na pierwsze oryginalne sześć wydań wybierał José Padilla, wieloletni DJ–rezydent w Café del Mar. Twórcą kolejnych pięciu jest Bruno from Ibiza. On też wybrał utwory do dziewięciu dodatkowych albumów Café del Mar: Chill House Mix 1, 2, 3, 4, 5, 20 Aniversario, Dreams 2, Dreams 3 i El Comienzo.
Latem 2005 roku Café del Mar obchodziło swoje 25-lecie specjalnym albumem oraz festiwalem na wielkiej scenie naprzeciw morza. Czterej artyści Café del Mar zostali zaproszeni do występu na żywo: D.A.B. (Hiszpania), Tom Oliver (Niemcy, również na CD z okazji 25-lecia), Paco Fernandez (Hiszpania) i La Caina (Francja).
Seria powiększona została dodatkowymi albumami:
- Café del Mar Aria - Vols. 1 to 3
- Café del Mar Classic - Vols. 1 and 2
- Café del Mar Chillhouse Mix - Vols. 1 to 9
- Café del Mar Dreams - Vols. 1 to 8
- Café del Mar 20th Anniversary
- Café del Mar 25th Anniversary
- Café del Mar The Best of
- Café del Mar The Best 2002
- Café del Mar Essential Feelings - La Corporacion
- Café del Mar Vue Mer